# 中国職業能力開発大学校
中国職業能力開発大学校（ちゅうごくしょくぎょうのうりょくかいはつだいがっこう）は、岡山県倉敷市玉島長尾1242-1にある職業能力開発大学校。独立行政法人高齢・障害・求職者雇用支援機構が運営している。愛称は『中国ポリテクカレッジ』、略称は『中国能開大』。

## 沿革
- 1986年　岡山職業訓練短期大学校として開校。
- 1993年　岡山職業能力開発短期大学校に改称。
- 2001年　応用課程新設。現校名に改称。

## 訓練科

### 専門課程
- 生産技術科
- 電気エネルギー制御科
- 電子情報技術科

（注）平成21年度より入学金（入校料）169,200円が必要。

### 応用課程
- 生産機械システム技術科
- 生産電気システム技術科
- 生産電子情報システム技術科

（注）平成21年度より入学金112,800円が必要。

## 在職者訓練
在職者訓練として、ものづくり分野の能力開発セミナー（高度職業訓練の専門短期課程）を実施している。